# チャイニーズ・ヘアレス・ドッグ
チャイニーズ・ヘアレス・ドッグ（英：Chinese Hairless Dog）とは、中国原産のヘアレス犬種である。同国原産の世界で最も人気のあるヘアレス犬種であるチャイニーズ・クレステッド・ドッグとは別の犬種である。クレステッドは局所的に毛が生えているが、本種は全くの無毛であるという点が最も大きな違いである。

## 歴史
同じ中国原産のヘアレス犬種であるチャイニーズ・クレステッド・ドッグとミロ・マンチュウと途中まで歴史を共有する。アフリカから渡ってきたアフリカン・サンド・ドッグと中国の土着の犬種を交配して誕生したと考えられている。その過程でクレステットとヘアレスの先祖とミロ・マンチュウは分化して別の犬種として発展していった。
チャイニーズ・ヘアレス・ドッグはそれからしばらくあとにクレステッドから分化したが、その過程及び分化が始まった年代は謎に包まれていて、主に愛玩犬や生きた湯たんぽとして使われ、寒冷な冬を乗り切るために欠かせない存在であった事のみが知られている。
第二次世界大戦下では中国政府の出した残忍な命令によって中国中の飼い犬が殆んど撲殺され、本種も絶滅寸前の危機に陥った。戦後は僅かに数頭が生き残ったが、個体数が著しく減少したために長く生き延びる事が出来ず、絶滅してしまった。なお、中国の辺地に数頭生き残っているという情報が近年報じられたが、真偽の程は不明である。

## 亜種か犬種か幻か
チャイニーズ・ヘアレス・ドッグは中国中で最も謎の多い犬種のひとつでもある。かつてよりその存在を認めるか否かで議論が行われていて、存在否定派と肯定派に意見が分かれていた。
ちなみに、存在否定派の主な意見は
- ただ単にクレステッドがヘアレスの犬種であったため、その通称だった。
- チャイニーズ・ヘアレスに関する現存資料が少なすぎる。
- クレステッドの変種を誤って犬種として認知した。

などがあり、存在肯定派の主な意見は
- クレステッドの突然変異の完全無毛の個体を品種として改良した。
- 無毛なだけではなく、ミロ・マンチュウの影響を受けてマズルがやや短いため、クレステッドとの違いが他にもある。
- 1903年に執筆されたイギリスの犬種図鑑、『British Dogs』の中で著者のW.D.ドゥルーリーが本種のイラストを書いている。

などがあった。現在は肯定派の意見以外にも存在の証拠が発見されたため、近年は本種は幻の犬種ではなく実在した犬であると考えられている。しかし、本種がクレステッドの亜種であったか、はたまたそれから独立した別の犬種であったかを問う議論はいまだに続いている。

## 特徴
ヘアレス犬種であるため、無毛のヘアレスタイプのものと有毛のパウダーパフタイプのものがいる。しかし、パウダーパフの容姿は絶滅してしまった（とみられる）現在は全く分かっていない。ヘアレスのものはマズルが短く、脚が長い細身の体つきをした小型犬で立ち耳・垂れ尾、肌の色は胴色で所々にピンクの斑があった。クレステッドと違ってコートは全く無く、ヒゲ以外の毛が無い。歯が通常の犬種よりも数本足りず、硬いエサを食べる事が出来なかった。

## 参考
- 『デズモンド・モリスの犬種事典』（誠文堂新光社）デズモンド・モリス著書、福山英也、大木卓訳 誠文堂新光社、2007年